# جائزة ألمانيا الكبرى 2016
جائزة ألمانيا الكبرى 2016 هو سباق فورمولا 1
أقيم بتاريخ 31 يوليو 2016 في حلبة هوكنهايم، وأحد سباقات بطولة العالم لسباقات الفورمولا واحد موسم 2016، وكان أول المنطلقين نيكو روسبيرغ.
فاز بالمركز الأول  لويس هاملتون.